# Gelatinipulvinella astraeicola
Gelatinipulvinella astraeicola är en svampart som beskrevs av Hosoya & Y. Otani 1995. Gelatinipulvinella astraeicola ingår i släktet Gelatinipulvinella och familjen Leotiaceae.   Inga underarter finns listade i Catalogue of Life.